# José Acevedo y Gómez
José Acevedo y Gómez, también conocido como El tribuno del Pueblo, (Charalá, 1773-Quisaya, territorio de los indios andaquíes, 1817) fue un militar y político colombiano.
Célebre por su participación en la emancipación americana frente al Imperio español. Fue un ideólogo y tuvo participación en los sucesos del 20 de julio de 1810. Sus arengas son memorables, y fue el autor del texto del Acta de Independencia de Colombia. Participó en las rebeliones independentistas del Estado Libre de Cundinamarca y Tunja.

## Biografía

### Primeros años Y Nacimiento
Nació en 1773 en Charalá, fue bautizado en la parroquia Monguí. Descendía de familias nobles españolas tanto de parte de su madre como de su padre. Realizó sus estudios en la Universidad Nuestra Señora del Rosario, donde, si bien leyó a los clásicos y filósofos liberales del siglo XVIII, no obtuvo un título. En cambio, desarrolló habilidades en el comercio, emprendiendo diversas empresas en Bogotá junto a su primo y socio Miguel Tadeo Gómez Durán.
Se desarrolló como un muy buen orador, y con esta habilidad pudo promover los movimientos de libertad del país.
Se casó con Catalina Sánchez de Tejada y Nieto de Paz, descendiente de nobles españoles, unión de la cual nacieron nueve hijos Pedro José, Liborio, María Josefa Acevedo de Gómez, Eusebia, José Prudencio, Juan Miguel, Alfonso, Catarina y Concepción.

### Carrera política
En 1808, fue nombrado Regidor Perpetuo del cabildo de Santafé de Bogotá, destacando por su capacidad organizativa y sus dotes de orador; el mismo año España fue invadida por los franceses, y Acevedo participó en el juramento de fidelidad al rey Fernando VII dicho año, pero también declaró la necesidad de formar una Junta de Gobierno. Durante 1809, se involucró en las conspiraciones que buscaban deponer al virrey Antonio José Amar y Borbón, para formar un gobierno independiente.

### Guerra de independencia
Desde 1809 empezó a interesarse por las nacientes propuestas de emancipación de las colonias americanas, comenzando a organizar reuniones junto a otros intelectuales, en las cuales destacó por su elocuencia, apoyando la revolución de Quito. Cuando ocurrió el Grito de Independencia el 20 de julio de 1810, proclamado por la población como su tribuno, dirigiendo a la multitud concentrada en la plaza central de la ciudad un discurso avivó la necesidad de aprovechar el momento para organizarse como gobierno autónomo; son recordadas su famosas palabras:

Santafereños: Si dejais perder estos momentos de efervescencia y calor, si dejáis escapar esta ocasión única y febril, antes de doce horas seréis tratados como sediciosos; ved los grillos, los calabozos y las cadenas que os esperan.

### Exilio y muerte
Cuando las fuerzas del general español Pablo Morillo recuperaron gran parte del Virreinato de Nueva Granada, Acevedo tuvo que refugiarse en la vereda La Quisaya del actual municipio de Belén de los Andaquíes, Caquetá.
Tras pasar un año escondido, y luego de refugiarse más de cinco meses en zonas selváticas, Acevedo enfermó y falleció en mayo de 1817, días después de haber sido acogido por una familia de cimarrones.

## Familia

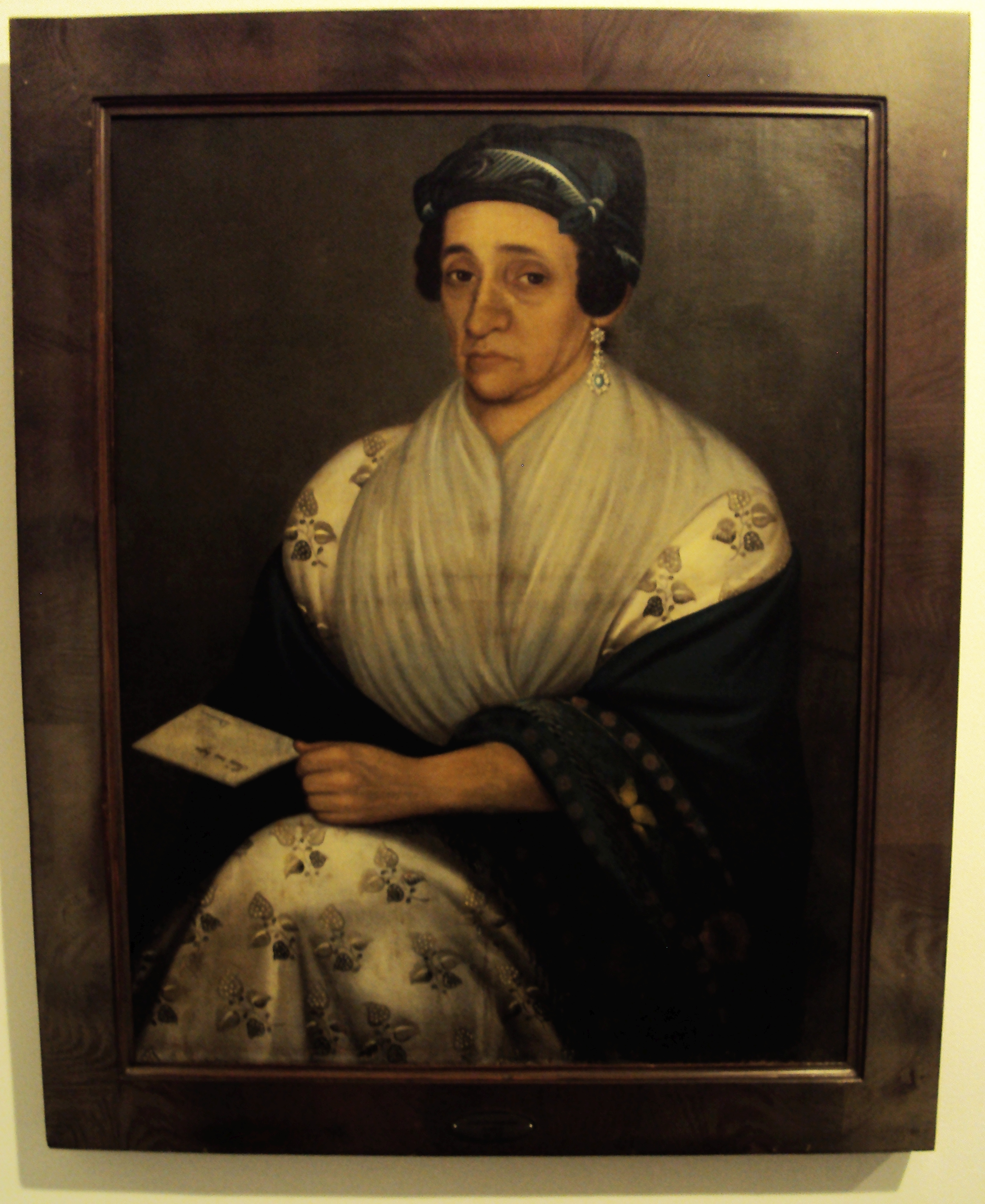
Su hija María Josefa.

José Acevedo y Gómez era miembro de la aristocracia criolla de la época preindependentista, siendo sus padres los peninsulares (súbitos de la Corona española nacidos en España) Juan Miguel Acevedo de Peñalosa y Bretón, y Catalina de Gómez Romano y Sarmiento.

### Matrimonio y descendencia
Acevedo contrajo matrimonio con Catalina Sánchez de Tejada y Nieto de Paz, en Bogotá, un 1 de julio de 1798. Con Catalina, José tuvo a sus hijos Pedro (destacado colegial de la Universidad del Rosario y prócer de la Independencia como su padre), Liboria, Alfonso Ramón, María Josefa Ceferina ( escritora y biógrafa), Eusebia, José, Juan Miguel, Catalina y Concepción Acevedo Tejada.
De su hija María Josefa desciende  Margot Leongómez Matamoros, quien era hija de una de sus  tataranietas. Margot fue la esposa del vicealmirante Juan Antonio Pizarro García, un destacado militar, con quien tuvo a los militantes de la izquierda colombiana: Juan Antonio Pizarro, Eduardo Pizarro, y a los guerrilleros Carlos Pizarro, Hernando Pizarro, y  Margot-Nina, y a quien le gustaba  la exaltación de los ancestros y sus méritos.

## Homenajes y legado

Bandera de Acevedo, Huila.

En 1881, Acevedo apareció en una de las portadas del popular medio impreso Papel Periódico Ilustrado, propiedad del artista y polímata conservador Alberto Urdaneta.
El municipio de La Concepción, en Huila, cambió su nombre a Acevedo en 1935 por medio de la Ordenanza 35, iniciativa que promovió el entonces gobernador del departamento, Joaquín García Borrero. El municipio se considera como la capital cafetera de Colombia, ya que de éste y varios municipios cercanos se produce un tipo de café de amplia exportación internacional.